# Карл Бертіль Агнестіг
Карл Бертіль Агнестіг (швед. Carl Bertil Agnestig; нар. 7 березня 1924, Єрвсе, Швеція — пом. 14 липня 2019) — шведський хоровий диригент, музикант та музичний педагог. Лауреат премії «Хормейстер року серед дитячих та юнацьких хорів» (1993). Автор численних підручників на музичну тематику.

## Життєпис
Перш за все Карл Бертіль Агнестіг відомий завдяки написанню цілої серії книжок з навчання грі на різних музичних інструментах. Окрім того йому належить велика кількість пісень та хорових композицій. Агнестіг написав музичний супровід для деяких частин Шведського псалтиря 1986 року.
Агнестіг став першим лауреатом премії «Хормейстер року серед дитячих та юнацьких хорів», заснованої у 1993 році. В 2005 році музикант отримав премію Асоціації шведських музичних видавців, а у травні 2009 року Карла Бертіля Агнестіга було нагороджено стипендією Шведської асоціації композиторів популярної музики (SKAP) в розмірі 40 тисяч шведських крон.

## Вибрані твори
- Навчи мене молитися від усього серця (швед. Lär mig att bedja av hjärtat, № 214 b у псалтирі 1986 року; покладено на музику у 1976 році)
- Тебе ми славимо (швед. Dig vi lovsjunger, ärar, № 443 у псалтирі 1986 року; покладено на музику у 1975 році)
- Прихід (швед. Advent, написав текст та музики)